# 요네쿠라 치히로
요네쿠라 치히로(일본어: 米倉 千尋 요네쿠라 지히로[*], 1972년 8월 19일 ~ )는 일본의 여자 싱어송라이터이다.